# تكاليف المحكمة
تكاليف المحكمة أو تكاليف القانون (بالإنجليزية: Court costs)‏، هي تكاليف معالجة القضية، والتي وفقًا للقواعد القانونية، قد تتضمن أو لا تشمل تكاليف الأطراف المختلفة في الدعوى، بالإضافة إلى تكاليف المحكمة نفسها.
في الولايات المتحدة، تُفرق «تكاليف المحكمة» (مثل رسوم التسجيل، والنسخ، والبريد) عن أتعاب المحاماة، وهي الأجر بالساعة التي تُدفع للمحامين مقابل عملهم في القضية. يمكن أن تصل تكاليف المحكمة، إلى مبالغ عالية جدًا، وغالبًا ما تتجاوز القيمة النقدية الفعلية للقضية. تُعرف القضايا التي فاز فيها أحد الأطراف بالقضية، لكنه خسر أكثر من قيمتها المالية في تكاليف المحكمة. قد يتم الحكم بتكاليف المحكمة على أحد الطرفين أو كليهما في دعوى قضائية، أو يمكن التنازل عنها.
في المملكة المتحدة، وأستراليا، وكندا، عادة ما يُطلب من الجانب الخاسر دفع تكاليف الفريق الفائز. وهذا بمثابة عقبة كبيرة أمام رفع الدعاوى أمام المحاكم. وعادة، لا يستطيع الطرف الفائز أن يسترد من الطرف الخاسر المبلغ الكامل لتكاليف محاميه (المحامي)، وعليه أن يدفع النقص من جيبه الخاص.
لا ينطبق مبدأ «الخاسر يدفع» على النظام القانوني للولايات المتحدة، ما لم يكن هناك قانون محدد لمنح الرسوم للطرف السائد. بدلاً من ذلك، قد ينص العقد بين الطرفين، على أن الطرف الفائز يحق له استرداد أتعاب المحاماة، من الطرف الخاسر.
في قضايا نظام المحاكم الفيدرالية، ينص الباب 28، القسم 1920، من قانون الولايات المتحدة على:
يجوز لقاضي، أو كاتب في أي محكمة في الولايات المتحدة، فرض ضريبة على التكاليف التالية:
1. أتعاب الكاتب والاستشاري؛
2. رسوم النسخ المطبوعة، أو المسجلة إلكترونيًا، التي تم الحصول عليها بالضرورة للاستخدام في الحالة؛
3. الرسوم والمدفوعات للطباعة، والشهود؛
4. رسوم صورة القيد المصدقة، وتكاليف عمل نسخ من أي مواد، حيث يتم الحصول على النسخ بالضرورة لاستخدامها في القضية؛
5. رسوم جدول الأعمال، بموجب المادة 1923 من هذا العنوان؛
6. تعويض الخبراء المعينين من قبل المحكمة، وتعويض المترجمين الفوريين، والرواتب، والرسوم، والنفقات، وتكاليف خدمات الترجمة الشفوية الخاصة، بموجب القسم 1828 من هذا العنوان.

يودع في الدعوى سند مصاريف، ويدرج في الحكم أو المرسوم بناء على بدل.